# Alexander's Feast
L'Alexander's Feast HWV 75 è un oratorio composto da Georg Friedrich Händel su libretto di Newburgh Hamilton. Hamilton scrisse il suo libretto adattandolo dall'ode Alexander's Feast, or the Power of Music del 1697 di John Dryden, realizzata per celebrare il giorno di Santa Cecilia. La musica per l'ode di Dryden, ora perduta, venne scritta da Jeremiah Clarke.

## Storia
Händel compose la musica nel gennaio 1736 e l'oratorio venne eseguito per la prima volta presso la Royal Opera House di Londra il 19 febbraio 1736. Nella sua forma originaria, Alexander's Feast conteneva anche tre concerti: un concerto in si bemolle maggiore diviso in tre movimenti per arpa, liuto, liricordo e altri strumenti HWV 294, da eseguire dopo il recitativo Timotheus, plac'd on high della prima parte; un concerto grosso in do maggiore in quattro movimenti per oboi, fagotto e archi, conosciuto come Concerto nell'Alexander's Feast HWV 318, da eseguire fra la prima e la seconda parte dell'oratorio; e il concerto per organo e orchestra in sol maggiore HWV 289 in quattro movimenti per organo, oboi, fagotto e archi, da eseguire dopo il coro Let old Timotheus yield the prize della seconda parte.
I concerti per organo e per arpa vennero pubblicati nel 1738 dall'editore musicale John Walsh come primo e ultimo concerto dell'opus 4 di Händel. Il compositore, in seguito, rivisitò la musica per le esecuzioni del 1739, 1742 e 1751.
L'oratorio Alexander's Feast descrive un banchetto tenuto da Alessandro Magno e dalla sua compagna Thaïs nella catturata città di Persepoli, durante il quale il musicista Timoteo canta e suona la lira suscitanto diversi stati d'animo in Alessandro, finché quest'ultimo ordina di bruciare la città per vendicare i suoi soldati caduti.
L'oratorio fu un grande successo e incoraggiò Händel a realizzare una trascrizione in italiano dall'originale inglese. I solisti, durante la prima esecuzione, furono i soprani Anna Maria Strada e Cecilia Young, il tenore John Beard e un basso chiamato Erard (il nome non è conosciuto).

## Struttura
- Prima parte:

1. Ouverture.
2. Recitativo (tenore): 'Twas at the royal feast.
3. Aria e coro: Happy, happy pair.
4. Recitativo: Timotheus plac'd on high.
5. Concerto per arpa op. 4 num. 6 in si bemolle maggiore HWV 294.
6. Recitativo: The song began from Jove.
7. Coro: The list'ning crowd.
8. Aria (soprano): With ravish'd ears.
9. Recitativo: The praise of Bacchus.
10. Aria e coro: Bacchus ever fair and young.
11. Recitativo: Sooth'd with the sound.
12. Recitativo: He chose a mournful muse.
13. Aria (soprano): He sung Darius, great and good.
14. Recitativo: With downcast looks.
15. Coro: Behold Darius great and good.
16. Recitativo: The mighty master smil'd.
17. Arioso: Softly sweet in Lydian measures.
18. Aria: War, he sung, is toil and trouble.
19. Coro: The many rend the skies with loud applause.
20. Aria: The prince, unable to conceal his pain.
21. Coro: The many rend the skies with loud applause.

- Seconda parte:

1. Recitativo e coro: Now strike the golden lyre again.
2. Aria (basso): Revenge, Timotheus cries.
3. Recitativo: Give vengeance the due.
4. Aria: The princes applaud with a furious joy.
5. Aria e coro: Thais led the way.
6. Recitativo: Thus long ago.
7. Coro: At last divine Cecilia came.
8. Recitativo: Let old Timotheus yield the prize.
9. Coro: Let old Timotheus yield the prize.
10. Concerto per organo op. 4 num. 1 HWV 289.
11. Coro: Your voices tune.